# 8013 Gordonmoore
8013 Gordonmoore este o planetă minoră (asteroid), cu un diametru de 2,3 km, din Asteroid Amor. A fost descoperită pe 18 mai 1990 la Observatorul Palomar de Eleanor F. Helin și a fost numită după Gordon Moore. 
Obiectul prezintă o orbită caracterizată de o semiaxă mare de 2,1993578 UAi, o excentricitate de 0,4321, o înclinație de 7,5659 ° în raport cu ecliptica.